# Stortjärnen (Fredrika socken, Lappland, 713398-160794)
Stortjärnen är en sjö i Åsele kommun i Lappland och ingår i Gideälvens huvudavrinningsområde.